# Antillasteridae
De Antillasteridae zijn een familie van zee-egels (Echinoidea) uit de orde Spatangoida.

## Geslachten
- Antillaster Lambert, 1909 †
- Moronaster Sanchez Roig, 1952 †